# FA Alasjkert
FA Alasjkert (Armeens: Ֆուտբոլային Ակումբ Ալաշկերտ) is een professionele Armeense voetbalclub uit Jerevan. 
De club werd in 1990 opgericht in Martoeni en speelde in 1992 voor het eerst op het hoogste niveau. De club degradeerde dat seizoen en trok zich terug. In 1998 werd de club weer opgericht en speelde een seizoen op het tweede niveau. In 1999 trok de club zich weer terug en verdween. Eind 2011 werd de club wederom heropgericht en speelde in het seizoen 2012/13 in de Aradżin chumb waarin het direct kampioen werd en naar de Bardzragujn chumb promoveerde. 
In 2013 verhuisde de club naar de hoofdstad Jerevan. In het seizoen 2015/16 werd Alasjkert landskampioen. Ook de twee seizoenen daarna werd Alasjkert Armeens kampioen. In 2016 en 2018 won het de Supercup.
Sinds augustus 2017 heeft de club een samenwerkingsovereenkomst met de Braziliaanse club Botafogo.
In het seizoen 2021/22 heeft Alasjkert historie geschreven door het eerste Armeense voetbalteam te zijn dat Europa in gaat.

## Erelijst
- Bardzragujn chumb

2016, 2017, 2018, 2021
- Aradżin chumb

2013
- Armeense voetbalbeker

2019
- Armeense Supercup

2016, 2018, 2021

## In Europa
FA Alasjkert speelt sinds 2015 in diverse Europese competities. Hieronder staan de competities en in welke seizoenen de club deelnam:
- Champions League (5x)

2016/17, 2017/18, 2018/19, 2020/21, 2021/22
- Europa League (5x)

2015/16, 2018/19, 2019/20, 2020/21, 2021/22
- Conference League (3x)

2021/22, 2022/23, 2023/24

## Bekende (oud-)spelers
- Norair Aslanyan
- Dylan Vanwelkenhuysen

FA Alasjkert · 
Ararat Jerevan · 
FC Ararat-Armenia ·
BKMA ·
Gandzasar Kapan ·
FC Noah ·
FC Pjoenik Jerevan · 
Sjirak Gjoemri ·
FC Urartu ·
FC Van ·
FC West Armenia
Alasjkert B · 
FC Andranik ·
Ararat B · 
Ararat-Armenia B · 
BKMA B ·
Gandzasar Kapan · 
Lernayin Artsakh · 
FC Nikarm ·
FC Noah B ·
Onor FC ·
Pjoenik B · 
FC Sjoenik · 
MIKA Asjtarak · 
Sjirak Gjoemri B ·
Urartu B